# Ледовый поход Балтийского флота (1710)
Ледовый поход Балтийского флота в 1710 году — первый боевой поход молодого Балтийского флота от Санкт-Петербурга к Выборгу 25 апреля — 9 мая 1710 года, предпринятый для обеспечения провиантом, боеприпасами и дополнительным личным составом корпуса генерал-адмирала Ф. М. Апраксина, осаждавшего с суши шведскую крепость Выборг.

## Предыстория
С марта 1710 года корпус Апраксина осаждал шведскую крепость Выборг. Помня о неудачной осаде 1706 года, когда сухопутные войска не были поддержаны с моря флотом, Пётр I решил в этот раз обеспечить поддержку осаждавшей армии Балтийским флотом. Всего перед флотом были поставлены четыре задачи:
- переброска войск для пополнения сухопутных сил
- доставка артиллерии, боеприпасов, провианта для корпуса Апраксина
- блокада Выборга с моря
- участие в бомбардировке и штурме Выборгской крепости.

## Состав флота
Флот состоял из более чем 250 боевых и вспомогательных судов. Признав общепринятое в те времена деление флота на корабельный и галерный недостаточным, Пётр I выделил в особый отряд шнявы. Таким образом, флот был разделён на три отряда:
- Корабельный (под командованием вице-адмирала К. И. Крюйса[2]) — насчитывал 9 фрегатов (каждый по 28-32 пушки), 2 брандера (по 12 пушек и две гаубицы) и свыше 20 вооруженных транспортных и грузовых судов с войсками и вооружением. Всего 250 пушек разного калибра. Общая численность команды составляла 1500 человек (из них 40 офицеров).
- Галерный (под командованием шаутбенахта И. Ф. Боциса) — 177 кораблей, в том числе 5 галер, 54 бригантины и 118 мелких грузовых судов (преимущественно карбасов) с провиантом. Вооружение отряда — 150 пушек и 80 ручных мортирок. Команда — 3000 человек. На бригантинах размещались лейб-гвардейцы — больша́я часть Преображенского полка.
- Шняв (под командой самого Петра I в чине контр-адмирала) — до 30 боевых, транспортных и грузовых судов, в том числе 8 шняв, 5 брандеров и 2 тартаны. Всего — 140 пушек. Команда — 600 человек (26 офицеров).

## Поход
Движение флота из Петербурга началось 25 апреля, сразу же после вскрытия льда на Неве. 29 апреля флот собрался в Кронштадте.
В Финском заливе складывалась сложная ледовая обстановка. Лёд стоял ещё достаточно плотный, но не был сплошным. Стремясь прибыть к Выборгу раньше более сильной шведской эскадры, Пётр I 29 апреля отправил в ледовую разведку к Березовым островам две шнявы, а уже 30 апреля, не дождавшись возвращения шняв, вывел в море транспортные суда в охранении фрегатов и шняв. Отойдя от Кронштадта на 20 миль, караван судов встретил две возвращавшиеся из ледовой разведки шнявы, которые сообщили, что путь к Березовым островам забит льдом.
В такой ситуации Пётр I принял решение направить флот вдоль южного берега Финского залива, где лёд был более разреженным. 2 мая флот прибыл к Красной Горке. На следующий день Пётр лично пошёл в ледовую разведку и нашёл путь для проводки кораблей от южного берега Финского залива к северному. Ночью Пётр I с тремя шнявами прошёл через льды и вышел к урочищу Курома в шести милях от Березовых островов. Вслед за ним опасный путь прошли галерные, транспортные и грузовые суда.
В тот же день Пётр на одной из шняв пробился обратно к Красной Горке, где ещё оставалась часть его отряда. 4 мая Пётр I успел съездить в Петербург, а 5 мая вернулся обратно. К этому дню Финский залив полностью очистился ото льда у Красной Горки, и Пётр I провел всю эскадру от Красной Горки к Березовым островам.
6 мая началась подвижка льда у Березовых островов в Выборгском заливе. Лёд стало сносить в море, а с ним и большую часть галер и провиантских судов. Пётр I попытался пробиться к терпящим бедствие судам на шнявах, собираясь разбить лёд и зацепить корабли, но шнявы также стало сносить в море. Тогда в помощь были направлены два самых крепких корабля — фрегат «Думкрат» (под командой капитана Вилимовского) и бомбардирский галиот (под командой капитана Валранта). Корабли «втягивая маленькую пушку на бушприт и затем роняя её на льдины», смогли пробиться через лёд, стали на якорь и зацепили галеры и другие суда. Таким образом удалось сохранить суда, потеряв лишь несколько провиантских судов, груз с которых был перегружен на другие суда.
Дальнейший путь в Выборгском заливе лежал по чистой воде. 7 мая отряд шняв подошёл к Березовым островам, где уже стояли галеры, транспортные суда и корабли Крюйса. 8 мая Пётр I с отрядами шняв и галер направился к Выборгу, а корабельный отряд остался у Березовых островов. В тот же день корабли вошли в Тронгзундский пролив и встали около береговых батарей. Здесь к Петру I прибыл Апраксин, доложивший о состоянии осадного корпуса.
9 мая флот под командой Петра I достиг Выборга. При проходе мимо шведских батарей Выборгской крепости на судах были подняты шведские флаги, а команды переодеты в шведскую форму. Шведы поздно заметили обман и открыли огонь, когда флот уже миновал опасное место.

## Выборг
С 10 по 14 мая производилась высадка войск, выгрузка артиллерии, боеприпасов, провианта и амуниции. 14 мая Пётр I отправился в обратный путь, оставив у Выборга для осады с моря и содействия сухопутным войскам галерный флот. У Березовых островов отряд Петра I соединился с остававшимся там корабельным отрядом Крюйса, и 16 мая отряды вместе вернулись в Кронштадт.
В тот же день, 16 мая, в Выборгский залив пришла шведская эскадра (8 линейных кораблей, 5 фрегатов и нескольких мелких судов) адмирала Анкерштерна. Однако шведы не смогли оказать помощь своим осаждённым войскам, так как парусные корабли имели низкую осадку и не могли действовать в условиях мелководного Выборгского залива, а галерного флота шведы не имели. Кроме того, в самом узком месте в районе Тронгзунда, близ своих батарей русские затопили четыре или пять провиантских судов, нагрузив их камнем. Таким образом, шведский флот в дальнейшем ограничился блокадой побережья Выборгского и Финского заливов, отрезав сообщение корпуса Апраксина с Кронштадтом по морю.

## Итог
В результате похода к осаждавшим Выборг войскам (гвардейцам Семёновского и части Преображенского полков) было доставлено пополнение — остальная часть Преображенского полка в числе 1400 человек, 80 пушек (24- и 18-фунтовых), 28 мортир и 190 ручных мортирок, большое количество продовольствия. В распоряжении осаждавшей армии оказался галерный флот, предназначенный для действий против приморских бастионов и для блокады Выборга со стороны моря.